# Oakville (Californie)
Pour les articles homonymes, voir Oakville.
Oakville est une localité non incorporée du comté de Napa en Californie, aux États-Unis. Elle comptait 300 habitants en 2000 selon le Bureau du recensement. Sur son territoire, on trouve le fameux vignoble de To Kalon de Robert Mondavi et la cave Opus One Winery fondée par ce dernier et Philippe de Rothschild en 1988.